# Wiggonholt
Wiggonholt är en by i civil parish Parham, i distriktet Horsham, i grevskapet West Sussex i England. Byn är belägen 23 km från Chichester. Wiggonholt var en civil parish fram till 1933 när blev den en del av Parham. Civil parish hade 54 invånare år 1931.